# ئرو کولمین
ئرو کولمین (انگلیسی: Eero Kolehmainen؛ ۲۴ مارس ۱۹۱۸ – ۷ دسامبر ۲۰۱۳ (aged 95)) ورزشکار اسکی صحرانوردی اهل فنلاند بود.
وی در مسابقات کشوری و بین‌المللی در مجموع برندهٔ ۱ مدال نقره شده‌است.